# Copa egípcia de futbol
La copa egípica de futbol és la màxima competició futbolística per eliminatòries d'Egipte i segona en importància del país. Va ser creada l'any 1921.

## Història

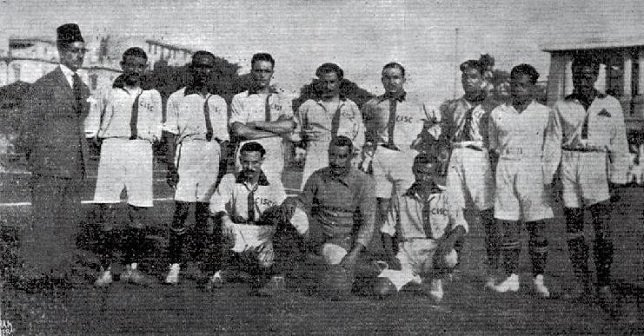
La plantilla Zamalek, guanyadora de la primera edició el 1922.

La Copa d'Egipte és el torneig més antic de la història del futbol egipci que encara existeix, i és la primera competició organitzada per l'Associació Egípcia de Futbol. Tanmateix, no és el primer torneig de futbol que se celebrà al país. El primer torneig de futbol local a Egipte va ser la Copa Sultan Hussein. Es va posar en marxa l'any 1917, i la seva darrera edició es va celebrar la temporada 1937-38. La Copa Sultan Hussein va ser testimoni de la participació de clubs egipcis amb clubs pertanyents a l'exèrcit britànic, present a Egipte en aquell moment. Amb la creació de l'Associació Egípcia de Futbol el 1921, va sorgir la necessitat de llançar un torneig amb només clubs egipcis participants, i a partir d'aquest moment va sorgir el torneig de la Copa d'Egipte amb la participació de Zamalek, Al Ahly, Tersana, Olympic, Schools Team, Sekka, Al-Abbasiya, Al Ittihad, Al-Haditha i el Nile.
Zamalek va aconseguir el títol de la primera edició de la Copa d'Egipte, després de derrotar l'Al Ittihad; 5-0 en la final de 1922. Tersana va guanyar la segona edició el 1923, seguit d'Al Ahly el 1924. El primer derbi del Caire entre Zamalek i Al Ahly que es va jugar a la final va ser a l'edició de 1928 que Al Ahly va guanyar per un marcador d'1-0, gol de la victòria marcat per Mamdouh Sakr. L'edició de 1930-31 va veure Al Ahly guanyar Zamalek a la final per un marcador de 4-1. L'any següent a la final de 1932 entre Zamalek i Al Ahly, Zamalek va prendre revenja i va derrotar l'Al Ahly per un marcador de 2-1, els gols dels guanyadors van ser anotats per Ismail Raafat, Said El-Hadary i Amin Shoeir marcat per Al Ahly. A l'edició de 1934-35, la final es va celebrar el 10 de maig de 1935. El partit va ser novament disputat per Zamalek i Al Ahly, amb Zamalek guanyant per un marcador de 3-0, els gols van ser marcats per Helmy Zamora, El-Samkary i Marei.
La victòria més important entre els gegants del Caire, Zamalek i Al Ahly, arribà en el partit final de 1944 amb una victòria per 6-0 de Zamalek, gols de Zoklot (hat-trick), Mohsen El-Sehaimi (2 gols) i Abdel-Karim Sakr. Després d'aquesta gran victòria per a Zamalek, Al Ahly va guanyar tres títols consecutius a (1945, 1946, 1947), però no es va enfrontar a Zamalek a la final.
Zamalek va dominar la dècada de 1950, ja que els gegants del Caire van guanyar set títols entre els anys de 1952 i 1962. Del 1962 al 1976, Zamalek i Al Ahly només van guanyar un títol cadascun, ja que El Qanah, Tersana i Al Ittihad van dominar aquesta època. Tot i això, Zamalek va guanyar els títols de 1975, 1977 i 1979, amb Al Ahly reclamant el seu títol als seus rivals a la final de 1978. A principis dels anys vuitanta, Al Ahly va dominar el campionat, van guanyar els de 1981, 1983, 1984 i 1985, seguit del sisè títol per a Tersana el 1986, abans que Zamalek guanyés el seu 18è títol a l'edició de 1988 després de nou anys del seu darrer títol.
A la dècada de 1990, el torneig va veure el derbi del Caire a la final per primera vegada en 14 anys, després que Al Ahly guanyés Zamalek per un marcador de 2-1 a la final de 1992. Aquesta dècada va veure nous campions, ja que Ismaily va guanyar el seu primer títol a l'edició de 1997 després de derrotar l'Al Ahly per un marcador d'1-0 a la final, seguit d'Al Masry el 1998 després de derrotar a Al Mokawloon a la final.
El torneig es va cancel·lar la temporada 1942-43, després que els jugadors de Zamalek i Al-Ahly fossin suspesos després del seu viatge a Palestina, amb l'oposició de l'Associació de Futbol en aquest sentit. No es disputà entre 1968 i 1971 per la Guerra dels Sis Dies, el 1973-74 per la Guerra del Iom Kippur i el 1979-80, 1981-82, 1986-87 i 1993-94, per diverses raons. La copa també es va cancel·lar la temporada 2011-12 després del motí de l'estadi Port Saïd entre Al-Masry i Al-Ahly.

## Historial
Font:
| Edició             | Temporada          | Campió                                                              | Resultat                                                            | Finalista                                                           |
| Copa Príncep Faruk | Copa Príncep Faruk | Copa Príncep Faruk                                                  | Copa Príncep Faruk                                                  | Copa Príncep Faruk                                                  |
| ------------------ | ------------------ | ------------------------------------------------------------------- | ------------------------------------------------------------------- | ------------------------------------------------------------------- |
| 1                  | 1921-22            | El-Mokhtalat (1)                                                    | 5-0                                                                 | Al-Ittihad Alexandria                                               |
| 2                  | 1922-23            | Tersana (1)                                                         | 1-0                                                                 | El Sekka El Hadid SC                                                |
| 3                  | 1923-24            | Al Ahly (1)                                                         | 0-0, 4-1 (rep.)                                                     | El Sekka El Hadid SC                                                |
| 4                  | 1924-25            | Al Ahly (2)                                                         | 1-1, 3-0 (rep.)                                                     | Al-Ittihad Alexandria                                               |
| 5                  | 1925-26            | Al-Ittihad Alexandria (1)                                           | 2-2, 3-2 (rep.)                                                     | Al Ahly                                                             |
| 6                  | 1926-27            | Al Ahly (3)                                                         | 5-0                                                                 | Al-Masry                                                            |
| 7                  | 1927-28            | Al Ahly (4)                                                         | 1-0                                                                 | El-Mokhtalat                                                        |
| 8                  | 1928-29            | Tersana (2)                                                         | 2-2 (prò.), 1-0 (rep.)                                              | Al-Ittihad Alexandria                                               |
| 9                  | 1929-30            | Al Ahly (5)                                                         | 2-0                                                                 | Al-Ittihad Alexandria                                               |
| 10                 | 1930-31            | Al Ahly (6)                                                         | 4-1                                                                 | El-Mokhtalat                                                        |
| 11                 | 1931-32            | El-Mokhtalat (2)                                                    | 2-1                                                                 | Al Ahly                                                             |
| 12                 | 1932-33            | El Olympi (1)                                                       | 3-1                                                                 | Al Ahly                                                             |
| 13                 | 1933-34            | El Olympi (2)                                                       | 1-0 (prò.)                                                          | El-Mokhtalat                                                        |
| 14                 | 1934-35            | El-Mokhtalat (3)                                                    | 3-0                                                                 | Al Ahly                                                             |
| 15                 | 1935-36            | Al-Ittihad Alexandria (2)                                           | 3-1                                                                 | El Sekka El Hadid SC                                                |
| Copa Rei Faruk     |                    |                                                                     |                                                                     |                                                                     |
| 16                 | 1936-37            | Al Ahly (7)                                                         | 3-2                                                                 | El Sekka El Hadid SC                                                |
| 17                 | 1937-38            | El-Mokhtalat (4)                                                    | 1-1 (prò.), 1-0 (rep.)                                              | Al Ahly                                                             |
| 18                 | 1938-39            | Al Teram (1)                                                        | 1-1 (prò.), 2-0 (rep.)                                              | Policia del Caire                                                   |
| 19                 | 1939-40            | Al Ahly (8)                                                         | 3-1                                                                 | Al Teram                                                            |
| 20                 | 1940-41            | El-Mokhtalat (5)                                                    | 5-0                                                                 | Policia del Caire                                                   |
| 21                 | 1941-42            | Al Ahly (9)                                                         | 3-0                                                                 | King Farouk                                                         |
| 22                 | 1942-43            | Al Ahly (10) King Farouk (6)                                        | no es disputà, títol compartit                                      | no es disputà, títol compartit                                      |
| 23                 | 1943-44            | King Farouk (7)                                                     | 6-0                                                                 | Al Ahly                                                             |
| 24                 | 1944-45            | Al Ahly (11)                                                        | 3-2                                                                 | Al-Masry                                                            |
| 25                 | 1945-46            | Al Ahly (12)                                                        | 3-0                                                                 | El Sekka El Hadid SC                                                |
| 26                 | 1946-47            | Al Ahly (13)                                                        | 2-1                                                                 | Al-Masry                                                            |
| 27                 | 1947-48            | Al-Ittihad Alexandria (3)                                           | 2-1                                                                 | King Farouk                                                         |
| 28                 | 1948-49            | Al Ahly (14)                                                        | 3-1 (prò.)                                                          | King Farouk                                                         |
| 29                 | 1949-50            | Al Ahly (15)                                                        | 6-0                                                                 | Tersana                                                             |
| 30                 | 1950-51            | Al Ahly (16)                                                        | 1-0                                                                 | El Sekka El Hadid SC                                                |
| 31                 | 1951-52            | King Farouk (8)                                                     | 2-0                                                                 | Al Ahly                                                             |
| Copa d'Egipte      |                    |                                                                     |                                                                     |                                                                     |
| 32                 | 1952-53            | Al Ahly (17)                                                        | 4-1                                                                 | Zamalek                                                             |
| 33                 | 1953-54            | Tersana (3)                                                         | 4-1                                                                 | Al-Masry                                                            |
| 34                 | 1954-55            | Zamalek (9)                                                         | 2-1                                                                 | Al-Ittihad Alexandria                                               |
| 35                 | 1955-56            | Al Ahly (18)                                                        | 1-0                                                                 | Tersana                                                             |
| 36                 | 1956-57            | Zamalek (10)                                                        | 3-0                                                                 | Al-Masry                                                            |
| 37                 | 1957-58            | Al Ahly (19) Zamalek (11)                                           | 0-0 (prò.), 2-2 (prò.)(rep.) títol compartit                        | 0-0 (prò.), 2-2 (prò.)(rep.) títol compartit                        |
| 38                 | 1958-59            | Zamalek (12)                                                        | 2-1                                                                 | Al Ahly                                                             |
| 39                 | 1959-60            | Zamalek (13)                                                        | 3-2                                                                 | El Olympi                                                           |
| 40                 | 1960-61            | Al Ahly (20)                                                        | 5-0                                                                 | El Qanah                                                            |
| 41                 | 1961-62            | Zamalek (14)                                                        | 5-1                                                                 | Al-Ittihad Alexandria                                               |
| 42                 | 1962-63            | Al-Ittihad Alexandria (4)                                           | 3-2                                                                 | Zamalek                                                             |
| 43                 | 1963-64            | El Qanah (1)                                                        | 2-0                                                                 | El Sekka El Hadid SC                                                |
| 44                 | 1964-65            | Tersana (4)                                                         | 4-1                                                                 | Suez El-Riyadi                                                      |
| 45                 | 1965-66            | Al Ahly (21)                                                        | 1-0                                                                 | Tersana                                                             |
| 46                 | 1966-67            | Tersana (5)                                                         | 1-0                                                                 | El Olympi                                                           |
| —                  | 1967-72            | no es disputà per la Guerra dels Sis dies                           | no es disputà per la Guerra dels Sis dies                           | no es disputà per la Guerra dels Sis dies                           |
| 47                 | 1972-73            | Al-Ittihad Alexandria (5)                                           | 0-0 (prò.), 2-1 (rep.)                                              | Al Ahly                                                             |
| —                  | 1973-74            | no es disputà per la Guerra del Yom Kippur                          | no es disputà per la Guerra del Yom Kippur                          | no es disputà per la Guerra del Yom Kippur                          |
| 48                 | 1974-75            | Zamalek (15)                                                        | 1-0                                                                 | Ghazl El Mahalla                                                    |
| 49                 | 1975-76            | Al-Ittihad Alexandria (6)                                           | 1-0                                                                 | Al Ahly                                                             |
| 50                 | 1976-77            | Zamalek (16)                                                        | 3-1                                                                 | Ismaily                                                             |
| 51                 | 1977-78            | Al Ahly (22)                                                        | 4-2                                                                 | Zamalek SC                                                          |
| 52                 | 1978-79            | Zamalek (17)                                                        | 3-0                                                                 | Ghazl El Mahalla                                                    |
| —                  | 1979-80            | no es disputà per la tardança en finalitzar la lliga                | no es disputà per la tardança en finalitzar la lliga                | no es disputà per la tardança en finalitzar la lliga                |
| 53                 | 1980-81            | Al Ahly (23)                                                        | 1-1 (3-2 p)                                                         | El Mokawloon                                                        |
| —                  | 1981-82            | no finalitzà pel conflicte entre Zamalek i l'EFA                    | no finalitzà pel conflicte entre Zamalek i l'EFA                    | no finalitzà pel conflicte entre Zamalek i l'EFA                    |
| 54                 | 1982-83            | Al Ahly (24)                                                        | 1-0                                                                 | Al-Masry                                                            |
| 55                 | 1983-84            | Al Ahly (25)                                                        | 3-1 (prò.)                                                          | Al-Masry                                                            |
| 56                 | 1984-85            | Al Ahly (26)                                                        | 1-0                                                                 | Ismaily                                                             |
| 57                 | 1985-86            | Tersana (6)                                                         | 3-2                                                                 | Ghazl El Mahalla                                                    |
| —                  | 1986-87            | no es disputà per manca de dates en el calendari                    | no es disputà per manca de dates en el calendari                    | no es disputà per manca de dates en el calendari                    |
| 58                 | 1987-88            | Zamalek (18)                                                        | 1-0                                                                 | Al-Ittihad Alexandria                                               |
| 59                 | 1988-89            | Al Ahly (27)                                                        | 3-0                                                                 | Al-Masry                                                            |
| 60                 | 1989-90            | El Mokawloon (1)                                                    | 2-1                                                                 | Suez Montakhab                                                      |
| 61                 | 1990-91            | Al Ahly (28)                                                        | 1-0                                                                 | Aswan SC                                                            |
| 62                 | 1991-92            | Al Ahly (29)                                                        | 2-1                                                                 | Zamalek                                                             |
| 63                 | 1992-93            | Al Ahly (30)                                                        | 3-2                                                                 | Ghazl El Mahalla                                                    |
| —                  | 1993-94            | no finalitzà per la tardança en finalitzar la lliga                 | no finalitzà per la tardança en finalitzar la lliga                 | no finalitzà per la tardança en finalitzar la lliga                 |
| 64                 | 1994-95            | El Mokawloon (2)                                                    | 2-0                                                                 | Ghazl El Mahalla                                                    |
| 65                 | 1995-96            | Al Ahly (31)                                                        | 3-1                                                                 | El Mansoura                                                         |
| 66                 | 1996-97            | Ismaily (1)                                                         | 1-0                                                                 | Al Ahly                                                             |
| 67                 | 1997-98            | Al Masry (1)                                                        | 4-3                                                                 | El Mokawloon                                                        |
| 68                 | 1998-99            | Zamalek (19)                                                        | 3-1                                                                 | Ismaily                                                             |
| 69                 | 1999-00            | Ismaily (2)                                                         | 4-0                                                                 | El Mokawloon                                                        |
| 70                 | 2000-01            | Al Ahly (32)                                                        | 2-0 (prò.)                                                          | Ghazl El Mahalla                                                    |
| 71                 | 2001-02            | Zamalek (20)                                                        | 1-0                                                                 | Baladeyet El Mahalla                                                |
| 72                 | 2002-03            | Al Ahly (33)                                                        | 1-1 (4-3 p)                                                         | Ismaily                                                             |
| 73                 | 2003-04            | El Mokawloon (3)                                                    | 2-1                                                                 | Al Ahly                                                             |
| 74                 | 2004-05            | ENPPI (1)                                                           | 1-0 (prò.)                                                          | Al-Ittihad Alexandria                                               |
| 75                 | 2005-06            | Al Ahly (34)                                                        | 3-0                                                                 | Zamalek                                                             |
| 76                 | 2006-07            | Al Ahly (35)                                                        | 4-3 (prò.)                                                          | Zamalek                                                             |
| 77                 | 2007-08            | Zamalek (21)                                                        | 2-1                                                                 | ENPPI                                                               |
| 78                 | 2008-09            | Haras El Hodood (1)                                                 | 1-1 (4-1 p)                                                         | ENPPI                                                               |
| 79                 | 2009-10            | Haras El Hodood (2)                                                 | 1-1 (5-4 p)                                                         | Al Ahly                                                             |
| 80                 | 2010-11            | ENPPI (2)                                                           | 2-1                                                                 | Zamalek                                                             |
| —                  | 2011-12            | no es disputà pels tràgics disturbis del motí de l'estadi Port Saïd | no es disputà pels tràgics disturbis del motí de l'estadi Port Saïd | no es disputà pels tràgics disturbis del motí de l'estadi Port Saïd |
| 81                 | 2012-13            | Zamalek (22)                                                        | 3-0                                                                 | Wadi Degla                                                          |
| 82                 | 2013-14            | Zamalek (23)                                                        | 1-0                                                                 | Smouha                                                              |
| 83                 | 2014-15            | Zamalek (24)                                                        | 2-0                                                                 | Al Ahly                                                             |
| 84                 | 2015-16            | Zamalek (25)                                                        | 3-1                                                                 | Al Ahly                                                             |
| 85                 | 2016-17            | Al Ahly (36)                                                        | 2-1 (prò.)                                                          | Al Masry                                                            |
| 86                 | 2017-18            | Zamalek (26)                                                        | 1-1 (5-4 p)                                                         | Smouha                                                              |
| 87                 | 2018-19            | Zamalek (27)                                                        | 3-0                                                                 | Pyramids                                                            |
| 88                 | 2019-20            | Al Ahly (37)                                                        | 1-1 (3-2 p)                                                         | El Gaish                                                            |
| 89                 | 2020-21            | Zamalek (28)                                                        | 2-1                                                                 | Al Ahly                                                             |
| 90                 | 2021-22            | Al Ahly (38)                                                        | 2-1                                                                 | Pyramids                                                            |
| 91                 | 2022-23            | Al Ahly (39)                                                        | 2-0                                                                 | Zamalek                                                             |
| 92                 | 2023-24            | Pyramids (1)                                                        | 1-0                                                                 | ZED FC                                                              |